# 食虫植物

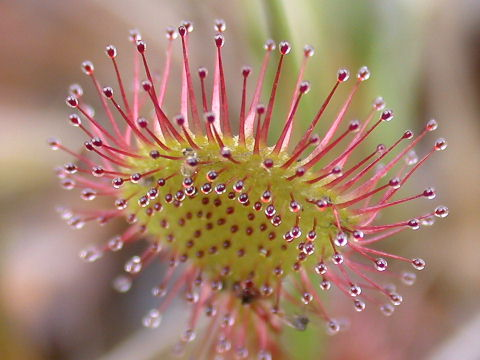
モウセンゴケの捕虫葉

食虫植物（しょくちゅうしょくぶつ）は、食虫という習性を持っている被子植物門に属する植物の総称。食肉植物、肉食植物と言われる場合もある。食虫植物は「虫を食べる植物」ではあるが、虫だけを食べてエネルギーを得ているのではなく、基本的には光合成能力があり、自ら栄養分を合成して生育する能力がある。

## 概要
食虫植物とは、種子植物門の被子植物亜門に属する高等植物のうち、食虫習性を獲得した様々な段階の分類群の植物を総称した生態学上の呼び名である。現生種は12科19属600種強に達すると考えられている。なかでも、タヌキモ属、モウセンゴケ属、ウツボカズラ属、ムシトリスミレ属は種数が多い。
自生地の多くは湿った荒野や湿原で、土壌中の窒素・リン・ミネラルなどの栄養素が不足がちな土地に生育し、世界中に分布する。特徴としては、光合成によって独立栄養で生活する緑色植物でありながら、葉などを変形させて飛来する昆虫などの小動物を捕食することで栄養分を補い、成長と繁殖に役立てるという生活様式を兼ね備えたところにある。この特徴を「食虫習性」とよび、昆虫などの獲物をおびき寄せて捕食し、溶かして消化し、その養分を吸収して栄養を補い、成長と繁殖に役立てるという一連の流れが組み合わさった機能のことを指している。ただし、この食虫習性を完備した食虫植物は、モウセンゴケ科、ムシトリスミレ属、トリフィオフィルム属などに限られ、サラセニア科では消化液を分泌する器官を持たないため、微生物によって分解された栄養分を横取りして吸収するだけのものが多い。食虫植物は虫を捕れなくとも枯れることはないが、長期間捕虫しなかった個体は、捕虫したものと比べると、大きさ、色、繁殖力は劣る。

## 特徴
葉や茎などが捕虫器官になっており、昆虫や動物プランクトンをおびき寄せて捕らえ、消化吸収する能力を持つ。種によっては誘引する機能や消化機能がないものもあり、食虫植物に分類するかどうかで議論が分かれる場合もある。
虫を捕らえるしくみを持つ植物はかなりの数に上る。例えば葉や茎に粘毛や粘液腺を持つ植物（ムシトリナデシコ、モチツツジ）や、花に仕掛けがあって、入り込んだ昆虫を閉じこめるもの（クマガイソウなど）などである。中にはムシトリナデシコのように、食虫植物のような名前を付けられているものもある。しかし、基本的には、捕まえるだけではなく、消化液を分泌し、さらに吸収するしくみを備えていなければ食虫植物とは認められない。ただし、吸収については、通常の植物であっても葉の面から肥料を吸収できるし、逆に食虫植物であっても、捕らえた昆虫の成分を根から吸収するのではと言われるものもある。
つまり、食虫植物とは、表面で昆虫を捕らえ、殺して分解し、そこから何らかの栄養分を取るものである。植物が昆虫を捕らえる目的は他にもあり、多くの粘液を出す植物は、昆虫からの食害を防ぐためであると考えられる。他方、花が虫を捕らえるのは、たいていの場合は花粉媒介をさせるためで、しばらくすると放してやるしくみになっている。
現在のところ、食虫植物として認められているものは、主として葉や茎で微生物及び昆虫や小動物を捕らえる。よく言われるような、花で虫を捕らえる食虫植物は存在しない。とはいえ粘着式の植物にはがくや花弁の裏側に幾分かの粘毛が見られる場合もある。
一般に食虫植物は日光や水は十分であるが、窒素やリン等が不足しているため他の植物があまり入り込まないような土地、いわゆる痩せた土地に生息するものが多く、不足する養分を捕虫によって補っていると考えられる。一般に根の発達は良くないものが多い。

## 虫の取り方
捕虫方式は

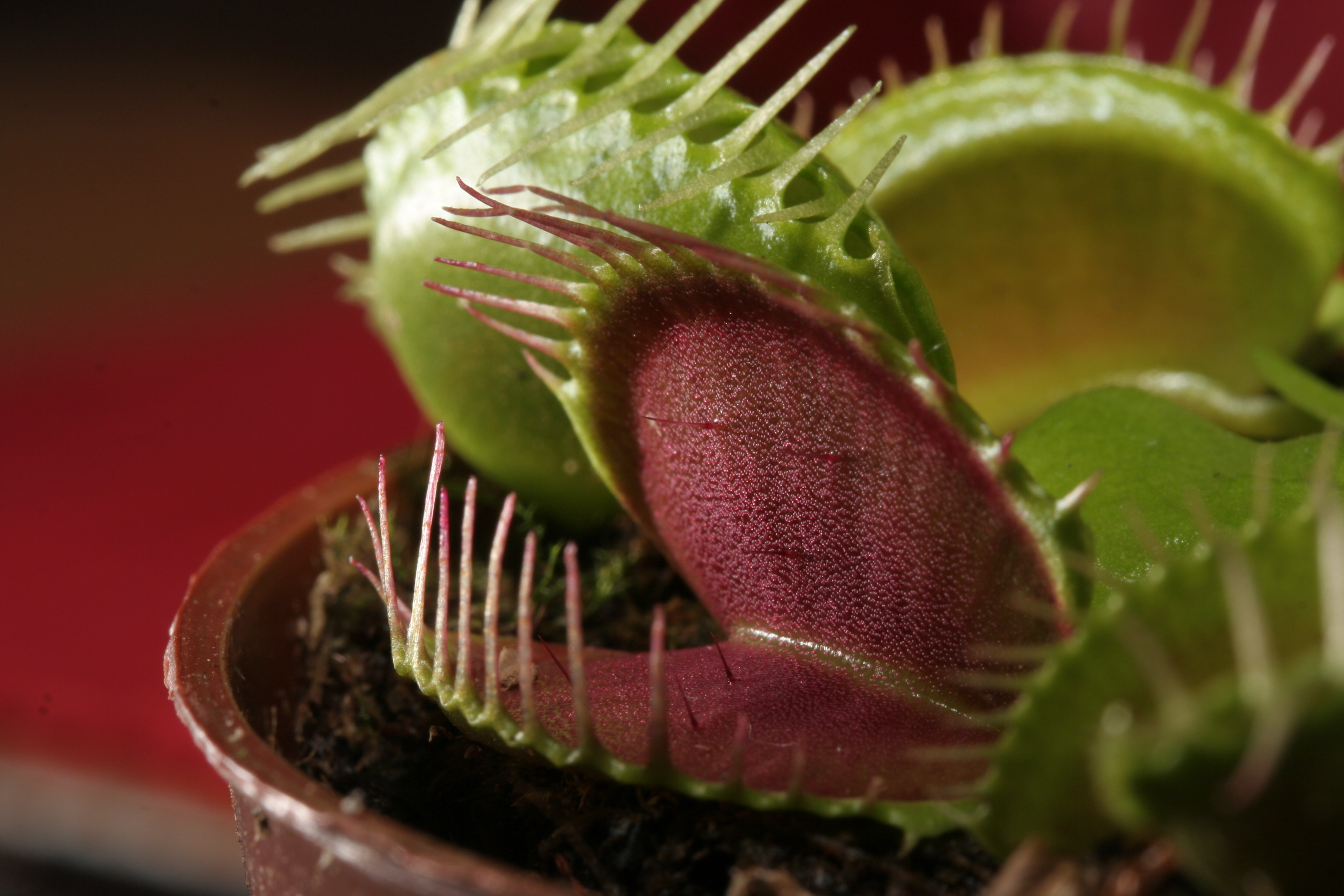
ハエトリグサの捕虫葉

- 落とし穴式：ウツボカズラ科、サラセニア科など
- 粘着式：モウセンゴケ科モウセンゴケ属、タヌキモ科ムシトリスミレ属、ドロソフィルム科ドロソフィルム属など。一部は葉が動いて虫をはさむ。
- はさみわな式：葉ではさんで捕らえる。モウセンゴケ科ハエトリグサ属、ムジナモ属
- 袋わな式：水中で袋の中に虫を吸い込む。タヌキモ科タヌキモ属、

に分けられる。

## 分布

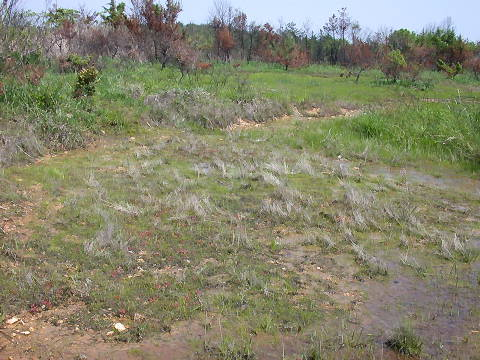
自生地の一例。南向きのゆるい斜面で水が染み出している。左下にみえる赤い点々がモウセンゴケ。やや乾燥気味のところにはコモウセンゴケやイシモチソウが生えている。

寒冷地から熱帯雨林、高山から低湿地や池と、世界中に分布しているが、個々の種としてみた場合、ハエトリグサや日本のコウシンソウのように限られた地域にしか自生していないものも多い。
自生地には他の希少な植物が生えていることも多く、自治体によって保護されている場所もある。例えば栃木県のコウシンソウ自生地は国の特別天然記念物、千葉県山武市と東金市にまたがる「成東・東金食虫植物群落」は国の天然記念物、愛知県武豊町の壱町田湿地は愛知県の天然記念物に指定されている。
希に外来種として繁殖する種もある。タヌキモ属でアメリカ合衆国原産のウトリクラリア・ラディアタ、ウトリクラリア・インフラタは、兵庫県や静岡県の池で繁殖して話題になったことがある。
日本の場合、各地で自生地が消滅している。理由は以下のものがあげられる。
- 開発による自生地の破壊
- 業者や愛好家による度を過ぎた採取や、採取が禁止されているところでの盗掘
- 湿地の乾燥化、池の富栄養化、他の植物の進出など環境の変化

## 利用
その形や性質の面白さから、園芸植物として観賞用に栽培され、食虫植物は一つのジャンルをなしている。ただし一般に広く認められるほど美しいものは少なく、むしろ珍奇なものが多いことから、多くは特定の趣味家の楽しみの範疇である。理科教材として栽培されることもある。水湿地の植物が多いため、水草として栽培される例もある。
しかし、栽培が広く行われ、園芸的な品種改良が行われる例もある。特にその面で目立つのはウツボカズラであり、非常に多くの交配品種が作出されている。ほかにモウセンゴケ属でもアフリカナガバノモウセンゴケやヨツマタモウセンゴケにも園芸的な品種がある。またミミカキグサ類では捕虫の構造は目立たないが、花が面白い形と美しい色を持っていることから栽培されるものが複数ある。
ただしそのために野生品が乱獲され、絶滅を危惧されるようになっている例もあり、保護の必要性が言われるものも多い。

### 栽培
入手方法は愛好者同士の交換や売買、業者による通販があるが、ハエトリグサやモウセンゴケ、サラセニアなど一部の種類は夏に花屋やホームセンターなどで入手できる事もある。
栽培方法は種によって自生地の環境が違うため一概には言えないが、用土は水苔を用いる事で育てられるものが多い。
基本的には一般の植物と同じく光合成により栄養を得ているため、栽培下では人手をかけて虫を与える必要はなく、逆に虫が腐敗して植物に悪影響を与える場合があるので注意が必要である。貧栄養の土地で育つため、肥料も原則として必要はない。

## 種類の概要
分類体系はAPG IIによる。
- イネ目
  - パイナップル科 Bromeliaceae 
    - 食虫植物としてはギアナ高地に自生しているブロッキニア属（英語版）2種（Brocchinia reducta、Brocchinia hechtioides）と、アメリカ合衆国フロリダ州から南アメリカ大陸にかけて自生するカトプシス属1種（Catopsis berteroniana）が知られる。
    - 葉が重なって筒状になり、そこに溜まった水に獲物を落として養分を吸収する。

  - ホシクサ科 Eriocaulaceae
    - 食虫植物としてはパエパランツス・ブロメリオイデス（Paepalanthus bromelioides）1種が知られる。南アメリカ大陸に自生する。
    - 放射状に広がり立ち上がった葉の付け根に溜まった水に獲物を落として養分を吸収する。

- カタバミ目

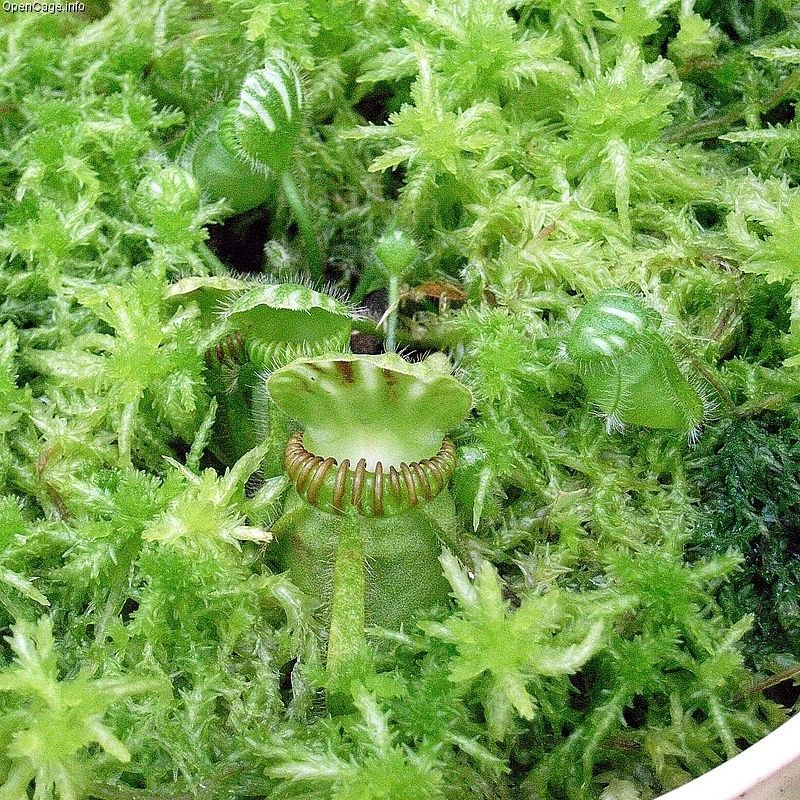
フクロユキノシタ Cephalotus

  - フクロユキノシタ科 Cephalotaceae
    - セファロタス・フォリキュラリス1種が知られる。オーストラリア大陸南西部に自生する。花がユキノシタに似ていることからフクロユキノシタという和名がつけられている。
    - 地面近くに小さな壷状の捕虫葉を出し、その中に虫を落として消化吸収する。

- シソ目
  - タヌキモ科 Lentibulariaceae
    - 全世界に分布しているタヌキモ属、南アメリカ大陸とアフリカ大陸に自生するゲンリセア属、オーストラリア大陸を除く世界中に自生するムシトリスミレ属が知られる。
    - タヌキモ属は細かい葉を持つ水草のタヌキモ類とさじ状の葉と糸状に地下に伸びる葉を持つミミカキグサ類があり、いずれも袋状の捕虫器官を持ち、獲物を吸い込んで消化吸収する。
    - ゲンリセア属は地中にY字のらせん状になった捕虫葉をもち、水流によってプランクトン等の小さな獲物をY字の付け根にある入り口に運び、その奥で消化吸収する。
    - ムシトリスミレ属は背の低い草で、葉や茎に生えている短い腺毛から出る粘液によって獲物を捕らえ、葉の表面にある無柄腺によって消化吸収する。

  - ツノゴマ科 Martyniaceae
    - 食虫植物としてはキバナツノゴマ（イビセラ・ルテア）1種が知られる。南アメリカ大陸に自生する。
    - 葉や茎に腺毛が生えており、粘液を出している。

  - ビブリス科 Byblidaceae
    - オーストラリア大陸に自生する。
    - 葉や茎に腺毛が生えていて粘液を出しており、捕虫して消化吸収する。

- ツツジ目
  - サラセニア科 Sarraceniaceae
    - 北アメリカ大陸東部に自生するサラセニア属、アメリカ合衆国の一部に自生するダーリングトニア属、南アメリカ大陸のギアナ高地に自生するヘリアンフォラ属が知られる草本で、地面から葉をのばす。
    - いずれも葉が筒状になっており、奥に溜まった水に獲物を誘い込んで落とし、消化吸収する。

  - ロリドゥラ科 Roridulanceae
    - アフリカ大陸南端に自生する。
    - 強い粘液を出して捕虫をしているが、消化酵素は出していないので食虫植物に含めない説もある。虫は根元に落ちた後に分解して植物の養分になるといわれていたが、共生するカメムシが捕えられた虫を食い、分泌物が植物に吸収されることが明らかになった。

- ナデシコ目

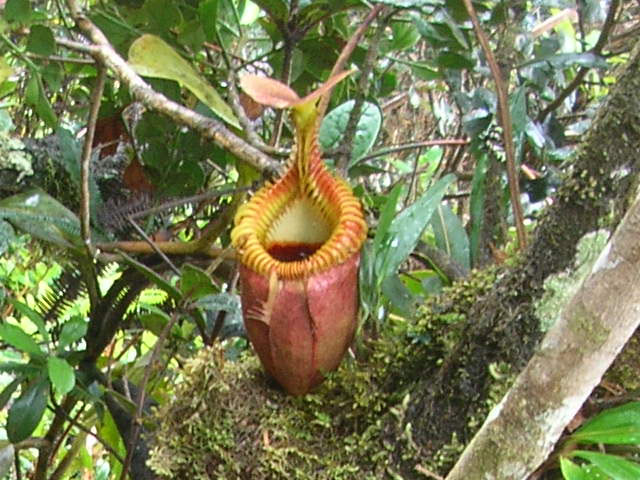
ウツボカズラの1種 (ボルネオ島)

  - ウツボカズラ科 Nepenthaceae
    - ウツボカズラ属のみ。
    - 東南アジアからマダガスカル島にかけての熱帯雨林に自生するつる植物で、葉先のつるに捕虫葉をつける。
    - 壷状になった捕虫葉の中には水が溜まっており、臭いで獲物を誘い込んで壷に落とし、消化酵素や細菌によって消化、吸収する。
    - 長さが40cmを越える巨大な捕虫袋をつける種もあり、愛好者らによって多くの交配種が作られている。

  - ディオンコフィルム科 Dioncophyllaceae
    - 食虫植物としてはトリフィオフィルム・ペルタトゥム（Triphyophyllum peltatum）1種が知られる。アフリカ大陸西部に自生する。
    - 雨季の期間のみ腺毛のある葉を出して捕虫し、消化吸収を行う。

  - ドロソフィルム科 Drosophyllaceae
    - 1科1属1種でDrosophyllum lusitanicumがイベリア半島と対岸のモロッコに自生し、繊毛から粘液を出して捕虫・消化吸収を行なう。

  - モウセンゴケ科 Droseraceae
    - 全世界に自生するモウセンゴケ属の他、アメリカ合衆国西海岸の一部に自生するハエトリグサ属、ユーラシア大陸、アフリカ大陸、オーストラリア大陸に点在するムジナモ属が知られる。モウセンゴケ属の半数近くはオーストラリア大陸南西端に集中している。
    - モウセンゴケ属とは腺毛から粘液を出して捕虫し、消化吸収する。
    - ハエトリグサとムジナモは二枚貝のような捕虫葉で獲物をはさみ込み、消化吸収する。
- オモダカ目
  - チシマゼキショウ科
    - イワショウブ属 Triantha
      - Triantha occidentalis（英語版） 茎は粘着性物質で覆われ、消化酵素ホスファターゼを分泌する繊毛を持つ。対象は花粉を媒介する蜂ではなく小さなアリやハエなどを対象とする[8]。

この他にも食虫植物もしくはその進化途中ではないかと指摘される植物種は数多く存在する（例：ナズナ）。パイナップル科プヤ属のプヤ・ライモンディやプヤ・チレンシスの棘は鳥類やリャマなどを捕食するためのものとする説がある。
コケ植物ではColura zoophagaが初めて食虫性として確認された。

### 系統と進化
いずれも被子植物に属するが、必ずしも特定の系統に多いわけではない。しかしモウセンゴケ科やタヌキモ科のように科の全種が食虫植物のものが多い。またナデシコ目のモウセンゴケ科、ウツボカズラ科やディオンコフィルム科などを含む系統は、大部分の種が食虫植物であるため、食虫植物クレードと呼ばれている。
ツノゴマ科、ディオンコフィルム科、パイナップル科、ホシクサ科では一部の種だけが食虫植物になっている。これらは、粘液を分泌する、葉が重なって水を貯めるといった各科の特徴をさらに発達させて食虫化しているように見え、食虫植物の進化の様式を示唆していると思われる。
ツボウツボカズラはかつては食虫性だったものが捕虫葉から落ち葉を摂取消化できるように進化したと考えられている。

## 日本の食虫植物

### タヌキモ科 Lentibulariaceae

#### タヌキモ属Utricularia

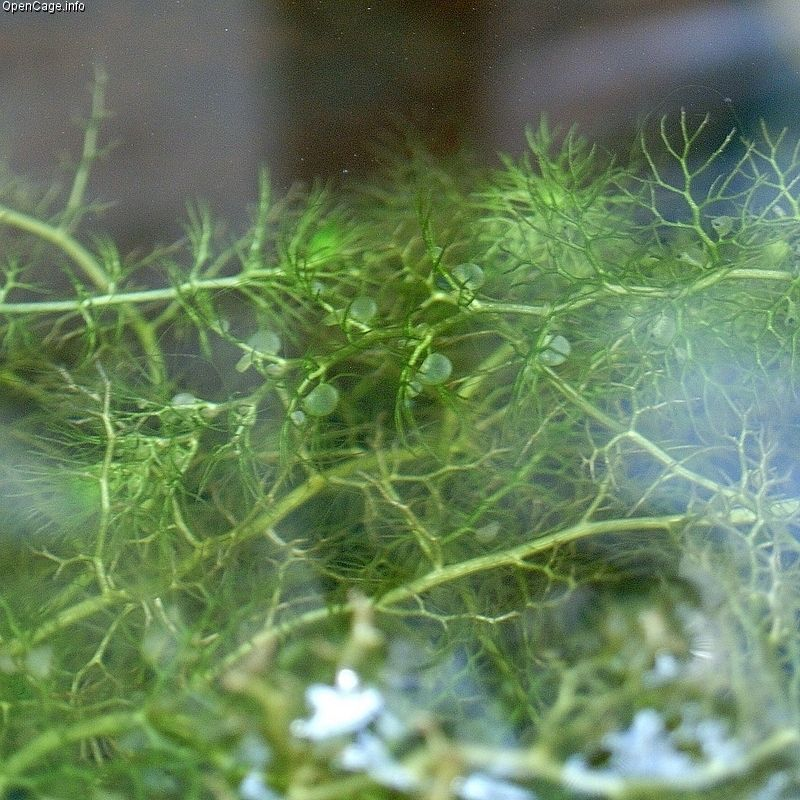
タヌキモ

イトタヌキモ U. exoleta別名ミカワタヌキモ。中部以南に自生。全体的に非常に細い。絶滅危惧IB類
イヌタヌキモ U. tenuicaulisタヌキモに非常によく似ている。冬芽が楕円形になる事で区別。
オオタヌキモ U. macrorhiza北海道に自生する。
コタヌキモ U. intermedia水中のほかに水底にも茎を伸ばし、そこに多くの捕虫袋をつける。
タヌキモ U. australis根がなく、水面を浮遊している多年草。絶滅危惧II類
ノタヌキモ U. aureaタヌキモと似ているが1年草。
ヒメタヌキモ U. minor中部以北に自生。絶滅危惧II類
ヒメミミカキグサ U. minutissima伊勢湾周辺に自生。花茎は高さ1cmから3cmと小さい。絶滅危惧IB類
フサタヌキモ U. dimorphantha日本固有種。捕虫袋は少ない。絶滅危惧IA類
ホザキノミミカキグサ U. caerulea果実が球形。
ミミカキグサ U. bifida湿地に生え、根に捕虫袋をつける。立ち上がった花茎と果実の形状が耳かきに似ている。
ムラサキミミカキグサ U. uliginosa日本中に自生。花は青紫か白。絶滅危惧II類
ヤチコタヌキモ U. ochroleuca中部以北に自生。絶滅危惧IB類

#### ムシトリスミレ属Pinguicula
コウシンソウ P. ramosa栃木県の庚申山や日光市に自生する日本固有種。自生地は国の特別天然記念物。絶滅危惧II類
ムシトリスミレ P. macroceras一部の高山の斜面に自生。

### モウセンゴケ科 Droseraceae

#### ムジナモ属Aldrovanda

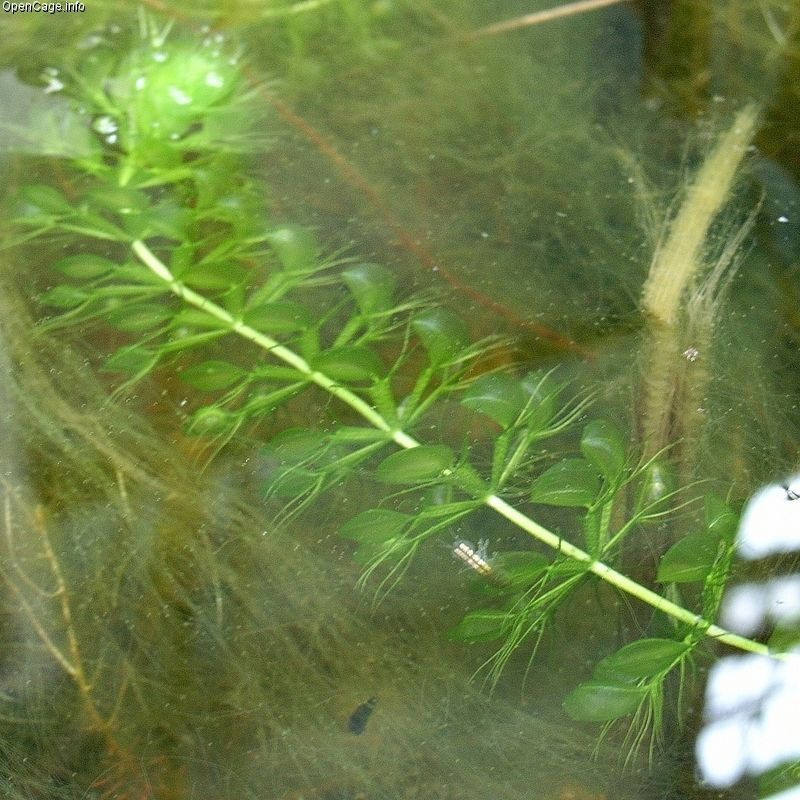
ムジナモ

ムジナモ A. vesiculosa日本では1967年に自生地が消滅したが、栽培品が埼玉県羽生市の宝蔵寺沼に放流され、増殖が試みられている。絶滅危惧IA類

#### モウセンゴケ属Drosera

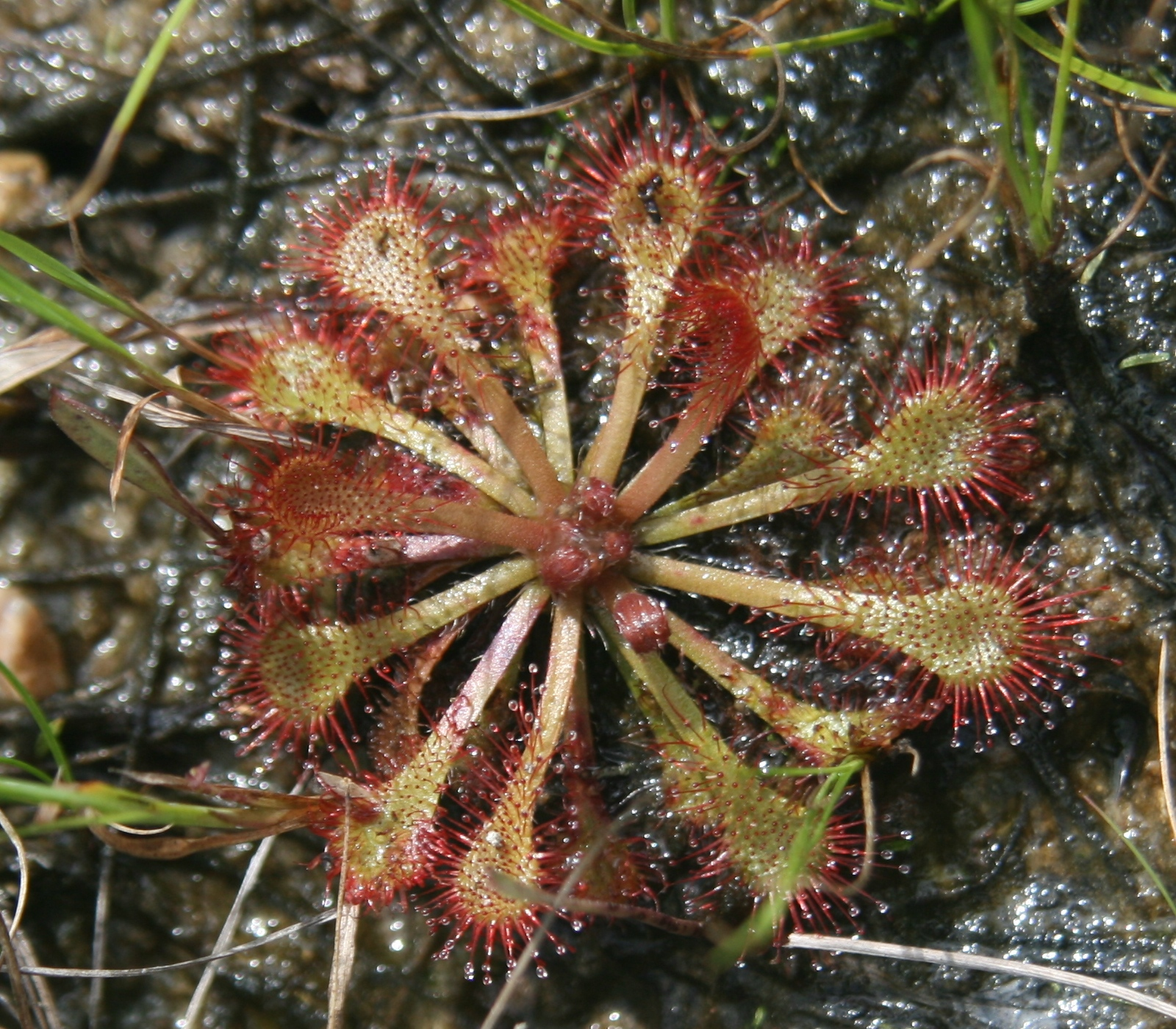
トウカイコモウセンゴケ（葦毛湿原）

イシモチソウ D. peltata地下に塊茎を持ち、茎は20cm以上伸びる。絶滅危惧II類
コモウセンゴケ D. spatulataモウセンゴケよりやや乾燥した土壌に生える。さじ型の葉を地面に広げる。
モウセンゴケ D. rotundifolia日本では北海道から屋久島にかけて広く分布する。
ナガバノイシモチソウ D. indica細長い葉を出す。本来は熱帯起源のため、日本産のものは比較的小型で通常1年性である。和名が混乱を招きやすいが、イシモチソウとは別のグループに属する。絶滅危惧IB類
ナガバノモウセンゴケ D. anglica日本では尾瀬と北海道に自生。もともとはD. linearis（現在は北米の1部のみに分布）とモウセンゴケ（D. rotundifolia）の自然交雑種の倍数体が起源とされている。絶滅危惧II類
モウセンゴケ＊コモウセンゴケ D. rotundifolia * spatulata自然交雑種。両者の混生する自生地でみられることがあるが、この2種は生活圏が異なることが多いため、同時に自生することは比較的まれである。2003年に宮崎県で発見されたクローンは「ヒュウガコモウセンゴケ」と命名された。
トウカイコモウセンゴケ D. tokaiensisモウセンゴケ（D. rotudifolia）とコモウセンゴケ（D. spatulata）の自然交雑種の倍数体が起源とされる。本州の一部を中心に分布する。
モウセンゴケ＊トウカイコモウセンゴケ D. rotundifolia * tokaiensis自然交雑種。両者の混生する自生地でみられることがある。環境により片親であるトウカイコモウセンゴケと見分けが付きにくいことも多い。
コモウセンゴケ＊トウカイコモウセンゴケ D. spatulata * tokaiensis自然交雑種。両者が混生する自生地でみられることがあるが、形状の似通ったもの同士の交雑であるため気付かれにくい。
サジバモウセンゴケ D. * obovata (=D. anglica * rotundifolia)モウセンゴケとナガバノモウセンゴケの自然交雑種。両者の混生する自生地でみられることがある。
注1クルマバモウセンゴケ（Drosera burmannii）が日本に分布しているとする説があるが、真偽は不明である。但し、隣の台湾には自生している。
注2「ヒュウガコモウセンゴケ」の学名表記はD. tokaiensis ssp. hyugaensisとなっているが、この自然交雑種は雑種第1代であり、トウカイコモウセンゴケ（D. tokaiensis）とは起源が異なるため、この表記が正しいかどうかは疑わしい。